# استیو مک
استیو مک‌کاتچون (زادهٔ ۱۵ ژانویهٔ ۱۹۷۲) شناخته‌شده با نام حرفه‌ای استیو مک (انگلیسی: Steve Mac) تهیه‌کننده موسیقی، ترانه‌نویس و موسیقی‌دان اهل بریتانیا است. وی از سال ۱۹۹۰ میلادی تاکنون مشغول فعالیت بوده‌است. او در ساخت بیش از ۳۰ تک‌آهنگ رتبه یک در جدول تک‌آهنگ‌های بریتانیا مشارکت داشته است و همچنین جایزه‌های بسیاری را دریافت کرده‌است.